# Macrodema
Macrodema är ett släkte av insekter. Macrodema ingår i familjen fröskinnbaggar.
Släktet innehåller bara arten Macrodema micropterum.